# Пшедеч (гмина)
Пшедеч (пол. Przedecz) — гмина (волость) в Польше, входит как административная единица в Кольский повет, Великопольское воеводство. Население — 4344 человека (на 2006 год).

## Соседние гмины
1. Гмина Бабяк
2. Гмина Ходеч
3. Гмина Ходув
4. Гмина Домбровице
5. Гмина Избица-Куявска
6. Гмина Клодава